# Cooper Hoffman
Cooper Alexander Hoffman, född 20 mars 2003 i New York, är en amerikansk skådespelare. Han är son till den framlidne skådespelaren Philip Seymour Hoffman och debuterade som skådespelare med en av huvudrollerna i Paul Thomas Andersons coming of age-film Licorice Pizza från 2021. Han har efter detta bland annat spelat rollen som Dick Ebersol i dramakomedifilmen Saturday Night från 2024.

## Bakgrund
Hoffman föddes i New York år 2003. Han är äldsta barnet till skådespelaren Philip Seymour Hoffman (1967–2014) och kostymdesignern Mimi O'Donnell, följt av två yngre systrar, som är tre respektive fem år yngre än honom själv. Strax innan fadern Philip gick bort år 2014, så hade han skrivit i ett testamente att han ville/önskade att Cooper Hoffman skulle leva ett normalt liv utanför Hollywood och dess kändisliv. När Hoffman sedan växte upp, så övervägde han inte på allvar om att vilja arbeta som skådespelare, utan deltog endast som scenarbetare vid skolpjäser i skolan, samt med att göra kortfilmer tillsammans med en del av sina vänner, däribland familjevännen Paul Thomas Anderson och dennes son.

## Karriär
Hoffmans filmdebut kom i Licorice Pizza under den sena halvan av 2021. Denna film både skrevs och regisserades av Paul Thomas Anderson, som dessförinnan hade varit en frekvent medarbetare till hans bortgångne fader Philip. Han blev rosad av kritiker för rollen, och nominerades därefter till bland annat en Golden Globe Award för bästa manliga huvudroll inom musikal eller komedi. År 2023 medverkade han i den biografiska Flannery O'Connor-filmen Wildcat, som regisserades av skådespelaren Ethan Hawke. Ett år senare, år 2024, så porträtterade Hoffman Dick Ebersol i den biografiska dramakomedin Saturday Night.

## Filmografi (i urval)
- 2021 – Licorice Pizza
- 2023 – Wildcat
- 2024 – Old Guy
- 2024 – Saturday Night
- 2025 – The Long Walk